# Turismo nos Emirados Árabes Unidos

O Burj Khalifa, a torre mais alta do mundo e uma grande atração turística dos Emirados Árabes Unidos.

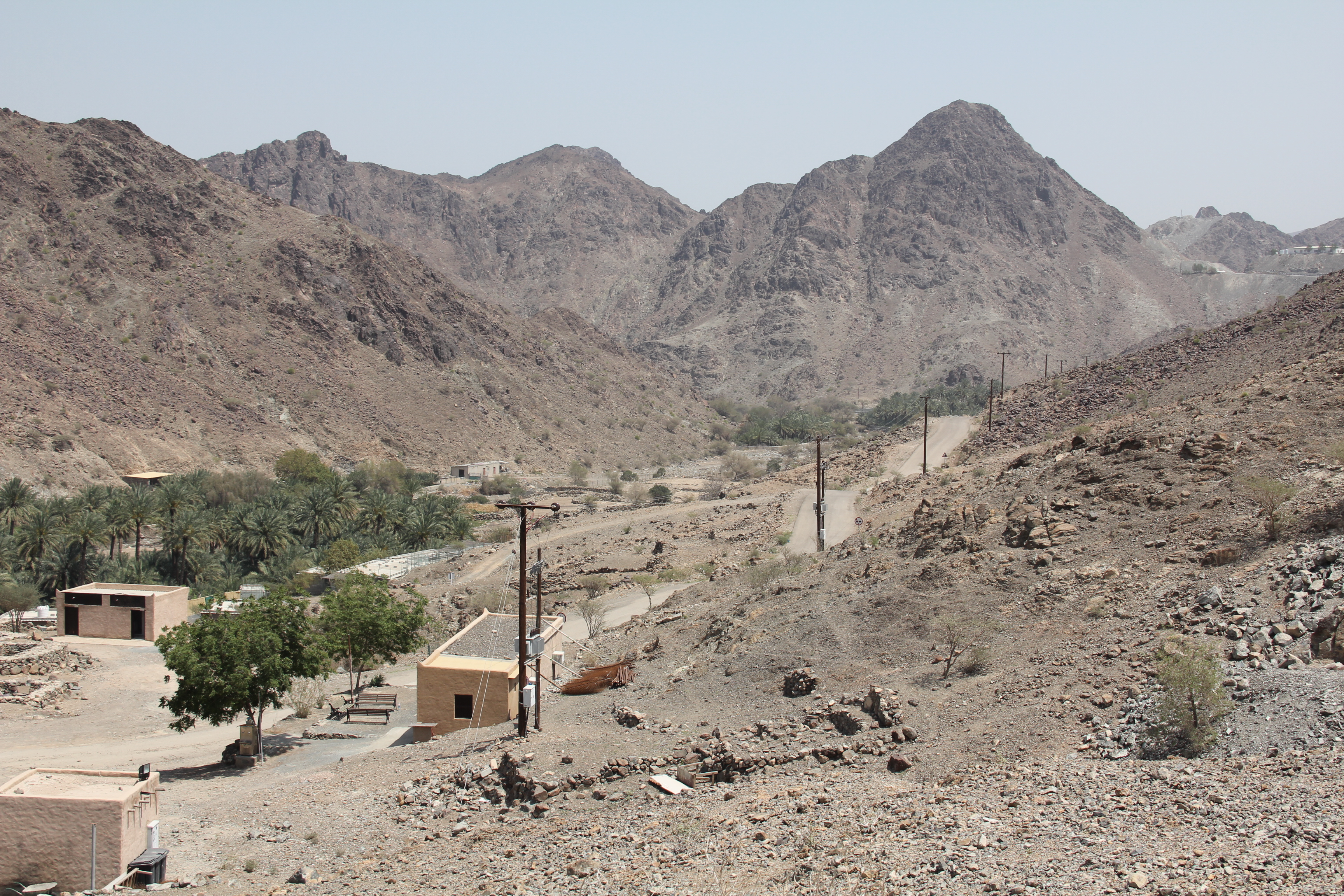
Montanhas Hajar vista de Fujeira.

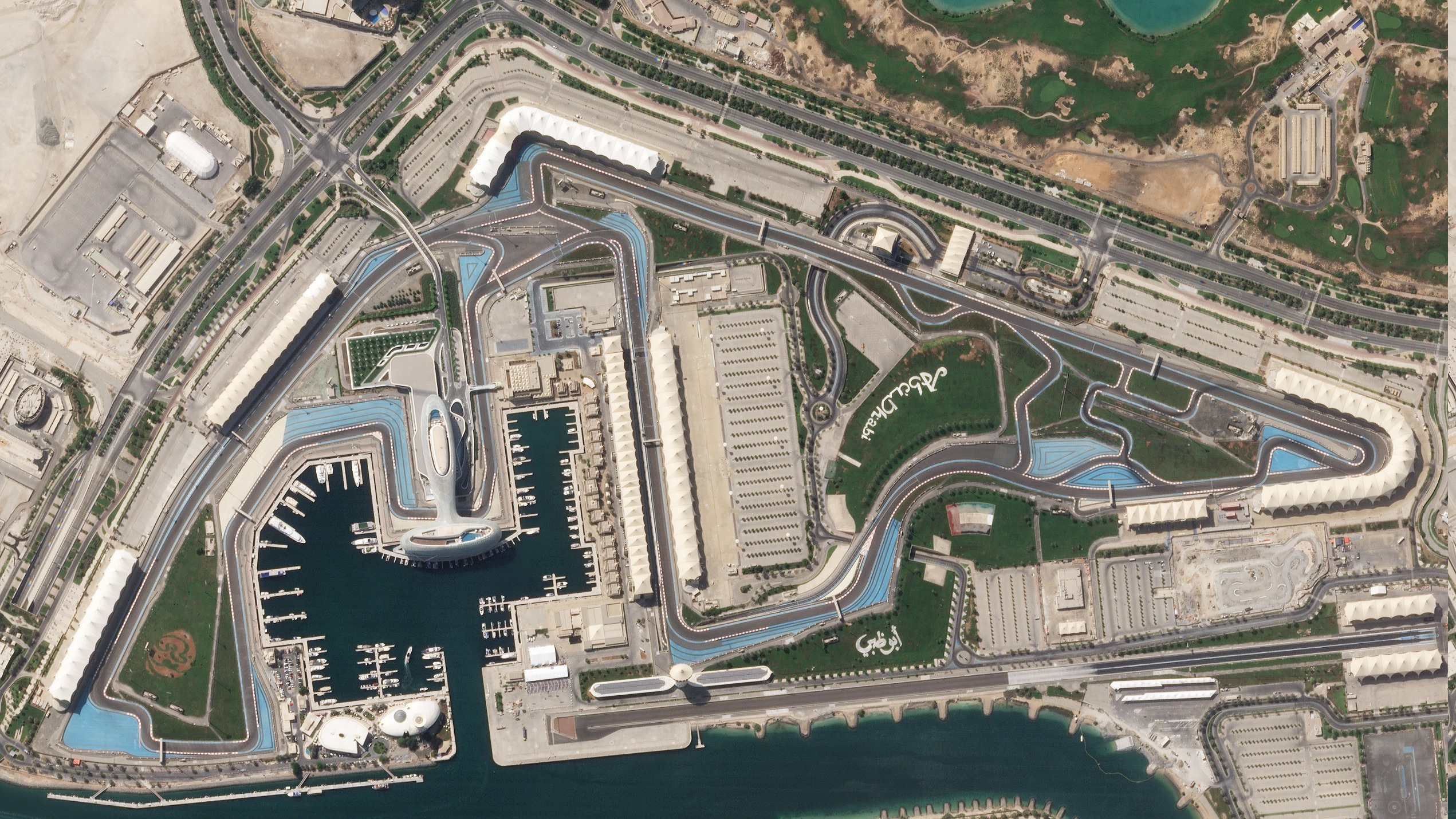
Circuito de Yas Marina visto da imagem de satélite.

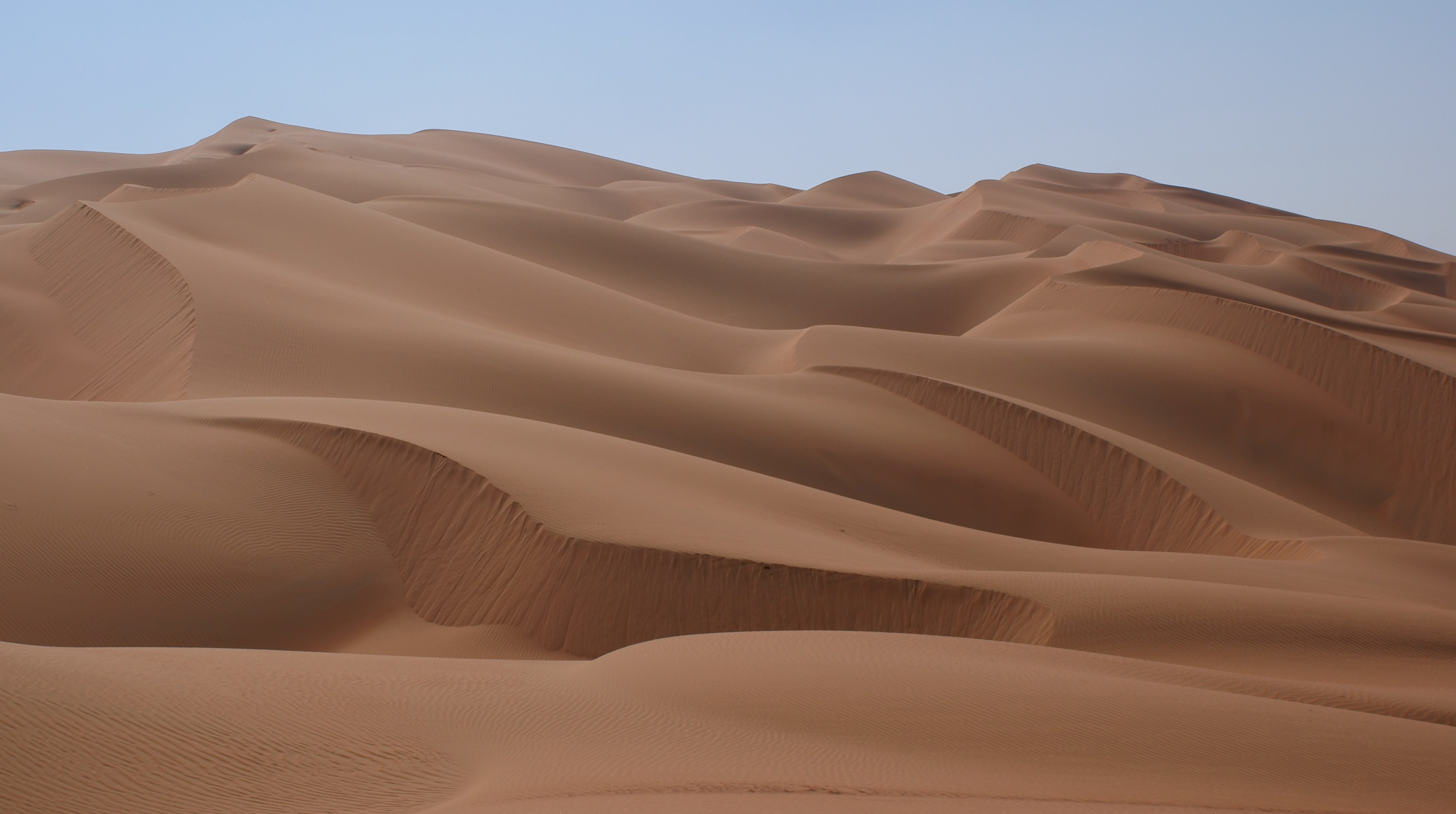
Deserto Rub' al-Khali, fotografado de Abu Dhabi.

O turismo nos Emirados Árabes Unidos é um componente importante da economia emirática, e é constituído por componentes nacionais e internacionais. Em 2018, a indústria turística compôs mais de 164,7 biliões de dirrãs ao PIB do país.
A indústria turística dos Emirados Árabes Unidos é a mais bem sucedida entre as nações do Golfo, e há muito goza do estatuto de principal nação turística do Conselho de Cooperação do Golfo (CCG). O país é também a maior força turística do mundo árabe. O turismo empregava mais de 604 300 pessoas nos Emirados Árabes Unidos em 2018. Espera-se que continue em expansão, com a receita a aumentar 12,4% do PIB do país em 2027, e empregará mais 410 mil pessoas para o setor. O esforço para a "emiratização" da indústria tem vindo a decorrer, o que é considerado crucial para o desenvolvimento do turismo do país.
A maior atração turística do país inclui o famoso Burj Khalifa no Dubai, a torre mais alta do mundo; o arquipélago The World e a Palmeira Jumeirah também no Dubai; a Mesquita do Xeque Zayed e o Circuito de Yas Marina em Abu Dhabi; e as Montanhas Al Hajar em Fujeira. A singularidade da vida natural do deserto do país, especialmente com os beduínos, também facilita a indústria turística do país.

## História
Quando o país foi formado pela primeira vez em 1971 e libertado do controlo britânico, o próprio país não tinha indústria turística suficiente e a situação económica da nação recém-criada era fraca, apesar da enorme riqueza petrolífera. Percebendo a necessidade de desenvolver o país e a consciência dos limites do petróleo, o Xeque Zayed bin Sultan Al Nahyan, que iniciou a fundação dos Emirados Árabes Unidos, previu o plano para diversificar a economia do país, no qual o turismo era especificamente considerado. A visão acabou por ser realizada e, em 1979, o Xeque Zayed abriu o primeiro hotel do país, o Hotel Metropolitano Dubai, localizado no Dubai, e este foi o primeiro sinal do que estava por vir.
O desenvolvimento do turismo nos Emirados Árabes Unidos esteve fortemente ligado ao desenvolvimento do turismo no Dubai, que foi um dos primeiros emirados do país a abrir para os turistas. O Xeque Rashid bin Saeed Al Maktoum, governante do Dubai entre 1958 e 1990, percebeu que um dia o Dubai ficaria sem petróleo e começou a construir uma economia que o superaria. O Xeque Rashid, juntamente com o Xeque Zayed, foi o líder instrumental de liderar o turismo do país, tendo feito uma declaração conjunta para a fundação dos Emirados. Em 1989 foi criado o Conselho de Promoção do Comércio e Turismo do Dubai, para promover o Dubai como um destino de luxo para o mercado de alto nível e sectores empresariais influentes. Em janeiro de 1997, foi substituído pelo Departamento de Marketing de Turismo e Comércio (DTCM). Isto foi mais tarde seguido por outros emirados também, e assim começou a indústria turística do país.
Desde 2000, os Emirados Árabes Unidos têm experimentado um crescimento turístico significativo, e o aumento do nível e da qualidade de vida fez com que as despesas com o turismo aumentassem, tornando-a mais importante para a economia nacional. A crescente ligação internacional fez do país uma força líder na crescente globalização turística.
A fim de melhorar ainda mais o turismo do país para facilitar o futuro, foi anunciado um plano.

## Destinos turísticos

### Dubai

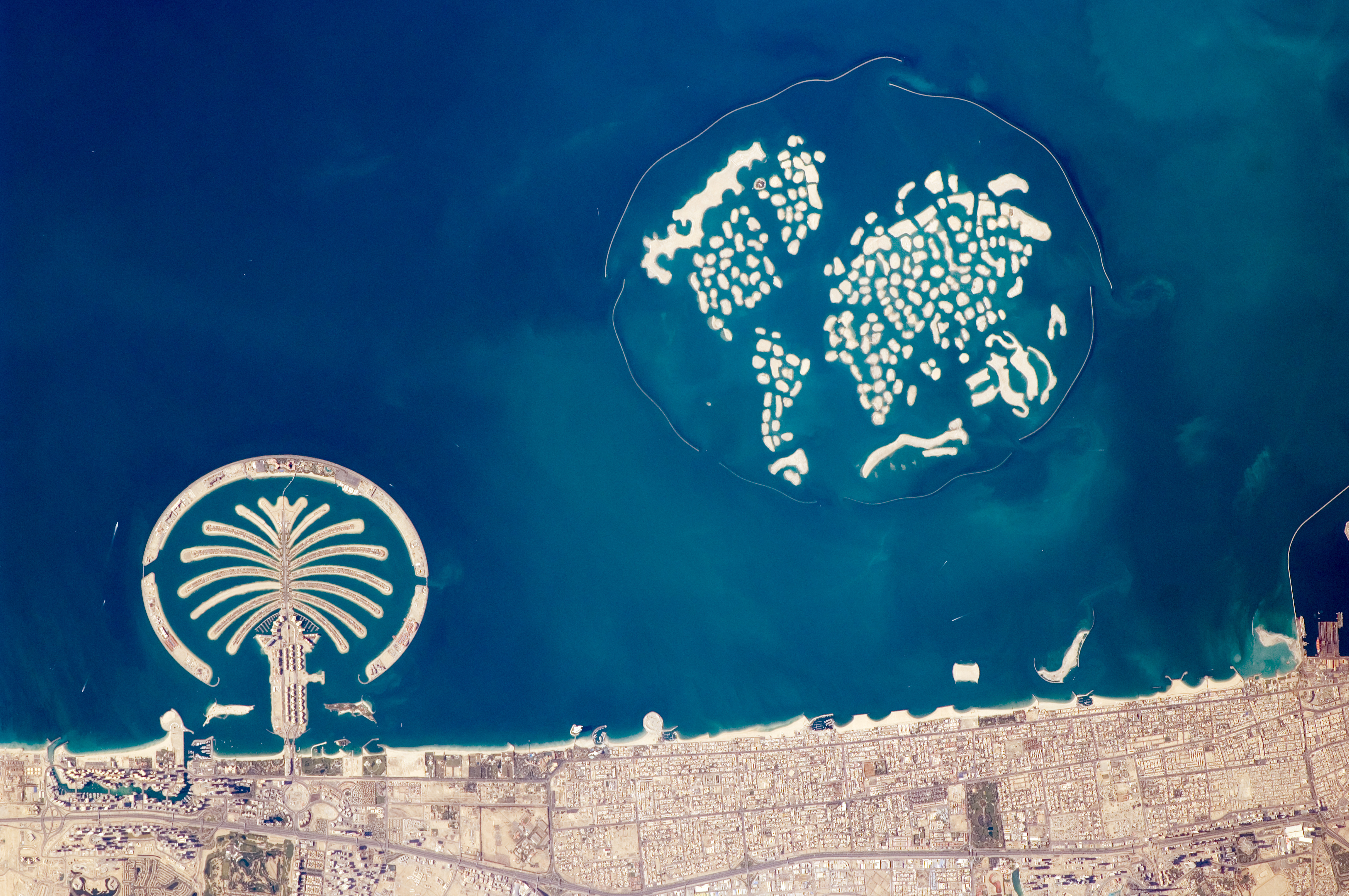
Arquipélagos no Dubai

Dubai é a cidade mais visitada nos Emirados Árabes Unidos, a cidade mais cara do CCG e uma das cidades mais caras do mundo. É também a casa das duas torres mais altas do mundo, o Burj Al Arab e o Burj Khalifa, este último ocupa a posição de topo. A vida noturna na cidade também é amplamente promovida. A cidade é muitas vezes vista como um símbolo de rápido sucesso turístico na nação. A sua riqueza englobada pelo rápido desenvolvimento e a mistura com a cultura árabe local tornaram-na um destino popular para os turistas viajarem. No entanto, a falta de desenvolvimento geral do turismo continua a ser um obstáculo que as autoridades do emirado têm procurado resolver.

### Abu Dhabi

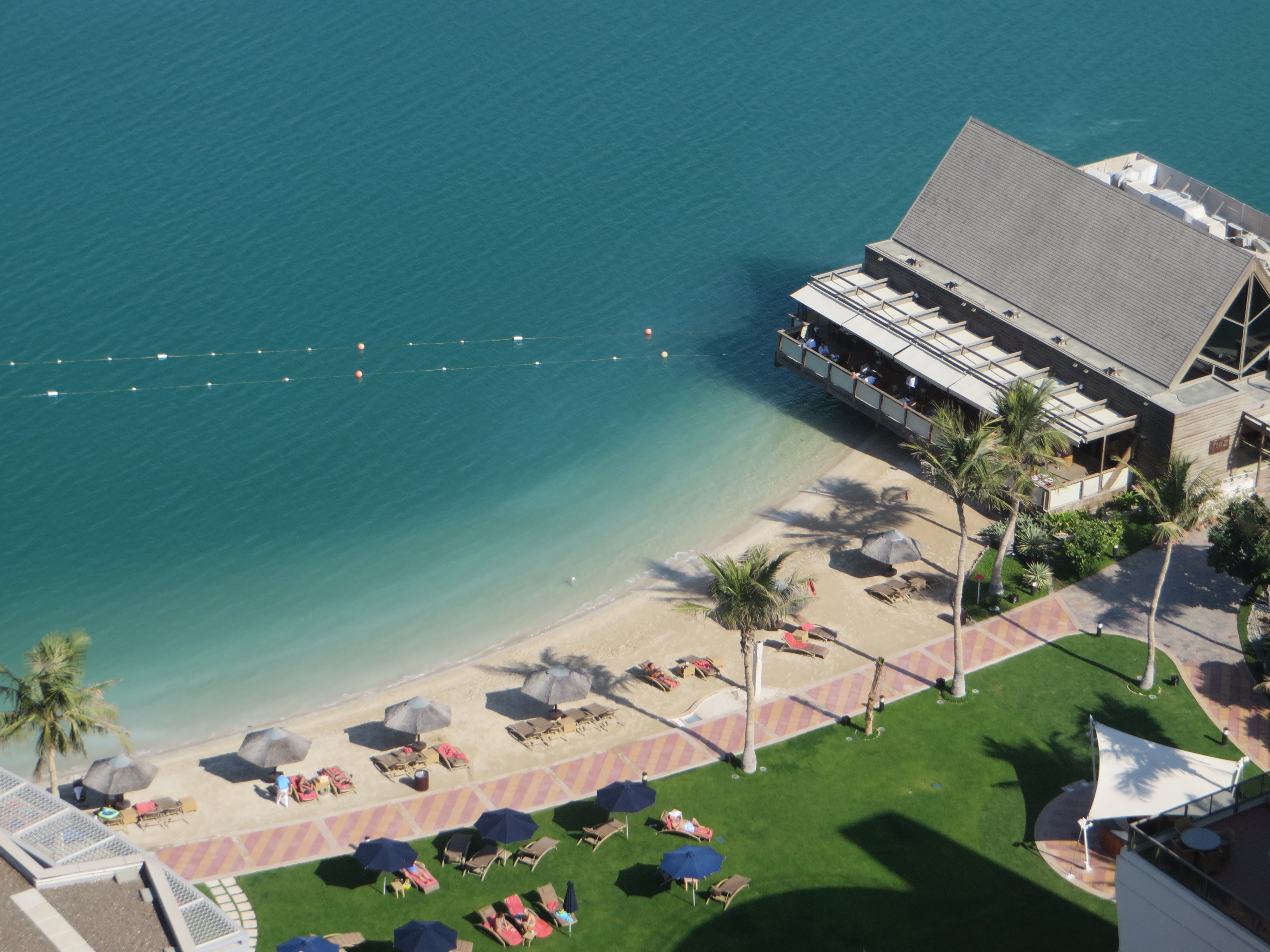
Vista da praia Rotana em Abu Dhabi

Abu Dhabi é a capital dos Emirados Árabes Unidos, e é o segundo destino turístico mais popular do país, sob a gestão da Autoridade de Turismo de Abu Dhabi. Este é também o centro de corrida de Fórmula 1 no país, o Circuito de Yas Marina. No entanto, a cidade também é famosa pelas suas paisagens, dada a sua proximidade com o Golfo Pérsico. Existem mais de dez praias funcionando na cidade servindo para fins turísticos. A cidade é extremamente popular pela sua vida noturna vibrante, mais do que o Dubai mais populoso, uma vez que tem menos restrições e leis regulares.

### Outros lugares
- Ras Al Khaimah é popular pela sua paisagem natural que tem sido intocada por gerações. As Montanhas Al Hajar, em particular com o monte Jebel Jais, a montanha mais alta do país, oferecem vistas espetaculares que caem sobre picos escarpados até à planície costeira, tornando este território privilegiado para os fotógrafos, particularmente no final da tarde, quando as rochas de tons laranja brilham. A tirolesa mais longa do mundo também está baseada no monte Jebel Jais em Ras Al Khaimah. Outros incluem o Forte Dhayah e a sua praia.[26]
- Xarja é um grande centro comercial dos Emirados Árabes Unidos. Xarja está talvez, entre o centro turístico mais tradicional, devido aos esforços de iniciativa da liderança do emirado para manter o seu espírito dentro da crescente modernização. Em 1998, Xarja foi premiada com o título de "Capital Cultural do Mundo Árabe" pela UNESCO em representação dos Emirados Árabes Unidos.[27] Os principais destinos incluem o Museu de Arte de Xarja, a Mesquita Al Noor, Souk Al Markazi e a Área do Património de Xarja.[28] Um projeto de património cultural, Coração de Xarja, foi empreendido para preservar e restaurar a cidade velha de Xarja e devolvê-la ao seu estado de 1950.[29]
- Fujeira é também outro destino turístico, embora não tão popular como as outras cidades dos Emirados Árabes Unidos, embora tenha vindo a crescer.[30] No entanto, a cidade partilha as Montanhas Al-Hajar com Ras Al Khaimah, uma grande atração turística do país. Fora das Montanhas Hajar, o Forte de Fujeira, o Forte de Bitnah, a Ilha Snoopy, o Masafi e o Castelo de Al-Hayl são também outros destinos atraentes.[31] Fujeria destaca-se por possuir uma cultura de tourada, fruto da colonização portuguesa a partir do século XVII.[32]

## Estatísticas do turismo

### Visitantes internacionais
| Ano  | Chegadas para turismo |
| ---- | --------------------- |
| 2020 | a ser anunciado       |
| 2019 | 21 001 000            |
| 2018 | 15 930 000            |
| 2017 | 20 700 000            |
| 2016 | 19 300 000            |
| 2015 | 17 000 000            |
| 2014 | 15 500 000            |
| 2013 | 14 000 000            |
| 2012 | 12 400 000            |

## Preocupações
Embora o país se tenha tornado uma potência turística crescente, subsistem preocupações com os maus tratos e violações dos direitos humanos. Ahmed Mansoor, um ativista dos direitos humanos dos Emirados, criticou as autoridades emiradenses pelas suas torturas ilimitadas, abusos contra dissidentes e falta de apoio a determinados trabalhadores migrantes, e alertou que a situação está a deteriorar-se.
A exploração em curso e a discriminação sistemática dos sul-asiáticos que continuam a ocorrer no âmbito do sistema de kafala também foram alvo de críticas, nomeadamente com o Dubai. Algumas críticas também apontam contra o desenvolvimento "sem alma" das cidades do país, nomeadamente do Dubai.
Em 2020, Kate Hudson tinha participado num anúncio em vídeo de promoção do turismo nos Emirados Árabes Unidos. A sua ação foi recebida com críticas por parte de grupos de defesa dos direitos humanos.